# Строєшть (Сучава)
Строєшть, Строєшті (рум. Stroiești) — село у повіті Сучава в Румунії. Адміністративний центр комуни Строєшть.
Село розташоване на відстані 353 км на північ від Бухареста, 10 км на захід від Сучави, 121 км на північний захід від Ясс.

## Населення
За даними перепису населення 2002 року у селі проживали 2566 осіб. Усі жителі села рідною мовою назвали румунську.
Національний склад населення села:
| Національність | Кількість осіб | Відсоток |
| -------------- | -------------- | -------- |
| румуни         | 2559           | 99,7%    |
| цигани         | 7              | 0,3%     |